# Elizabeth Price
Elizabeth Price (Bradford, Yorkshire 1966) és una artista  britànica de Videoart video-art guanyadora del Premi Turner el 2012 per la seva obra de videocreació The Woolworth’s Choir of 1979. Abans havia estat membre de les bandes de música indie pop Talulah Gosh i The Carousel.
Price basa les seves obres l'experiència pròpia, i combina acció real, creació per ordinador i so per a connectar amb el material cultural de la societat a través d'instal·lacions artístiques. Treballant tant amb el format vídeo com amb la creació d'instal·lacions, Price analitza situacions estandarditzades per la societat i les treballa, movent-se entre la crítica social i la creació de situacions irreals per a transmetre el seu missatge.
Més enllà de les seves exposicions, destaca com a professora a diverses universitats i escoles angleses.

## Biografia

### Estudis Formals
Nascuda a Bradford el 1966, viu amb els seus pares fins als 5 anys, quan es muda a Luton. La seva vida acadèmica comença amb l'arribada a la Ruskin School of Art (de l' Oxford University) el 1985, on hi serà fins al 1988 estudiant Belles Arts. Acabada la carrera desenvoluparà els estudis de màster en Belles Arts al Royal College of Art (1989-1991), acabant amb el doctorat a la University of Leeds (1995-1998).

### Importància de la Música
És en arribar a la Ruskin School of Art quan es provoca en ella l'inici de l'etapa creativa, combinant els seus estudis formals d'art amb la creació i participació en el grup Talulah Gosh. Un dels grups clau del pop indie (twee pop) del  rock alternatiu britànic dels anys 80, és aquest el resultat de la combinació de l'estil deliberadament cursi (el nom en clau d'Elizabeth al grup era Pebbles) i el punk de l'època. Tot i el moderat èxit, a finals del 1986 abandona el grup i forma The Carousel junt amb la seva parella en aquell moment, Gregory Webster, on projectara el seu propi món allunyat de l'escena indie del moment a través de melodies molt més elaborades i de referències clàssiques i que exploren diversos estils musicals de segles anteriors.
Serà en aquest projecte on Price projecti les seves experiències personals i construeixi a través de l'art, traslladant anys després a la seva obra com a creadora d'espais i video artista aquesta vessant d'explicar històries gràcies a la música. Amb referències religioses tant en contingut com en format, la banda durarà fins al 1993, passant per la reedició i combinació dels seus múltiples LP.
Un cop fora de l'espai musical, serà l'ús dels ritmes i estructures melòdiques la principal aportació sonora a les seves obres. A The Woolworth’s Choir of 1979 serà una de les tres peces clau, a través d'una actuació musical que es repeteix com a base de la història.

### Primera etapa professional - escultura
Els primers anys de la seva carrera en l'art es dediquen principalment a l'escultura. Abans de començar amb el video-art les seves creacions se centren en la presència dels objectes i la importància pel que transmeten. Tot i abandonar l'escultura en acabar aquesta primera fase, amb els anys tornaria a ella per a incloure-la tant en la seva feina com a curadora d'art a museus com per a les seves pròpies obres.

### El salt al vídeo-art
És durant la dècada del 2000 quan Price fa el salt al videoart, com a part de les seves instal·lacions. El 2006 presenta A Public Lecture of Exhumation, un vídeo de 25 minuts sobre la col·lecció d'art d'en Alexander Chalmers i el legat d'aquesta a través de la veu del comitè responsable del manteniment de l'obra (va operar entre 1893 i 1969, quan el Metropolitan Council el considera innecessari).
La peça mostra alguns dels trets característics en l'obra de Price: la combinació de tecnologia d'ús pedagògic com les presentacions en PowerPoint i de la transmissió d'informació d'ús públic (Public Broadcasting Service).
					Una de les obres més destacades és At the House of Mr X (2008), on combina arquitectura i ambientació en el vídeo per mostrar una crítica al consumisme des de dins, a través de carregats espais i estètica complexa, on un narrador guia el visitant a través de les sales per tal de narrar una història molt més complexa. Tot i l'interès i importància que tenen els espais la casa es troba buida, falta de vida. I així haurà de seguir sent. Els espais que es presenten són massa bons per a la vida humana, la seva presència els espatllaria. És aquí on la crítica es presenta de manera subtil però potent. Les mateixes paraules que evoquen l'espectador a sentir-se part de la casa són les que el mantenen fora, allunyat del que s'està mostrant.
					És també l'ús del ritme i del so el que defineix aspectes bàsics de l'obra de Price, combinant els elements de manera que s'intercalin i donin pas els uns als altres. Fent-los servir com a parts de la història, el ritme acompanya els textos que l'artista freqüentment fa servir i són els que marquen el temps de les accions i escenes. Exemples com The Woolworth Choirs of 1979 o Here fan un ús intensiu d'aquesta tècnica.
Durant la seva carrera Price ha estat ponent en xerrades d'art a galeries i acadèmies i és partícip de simpòsiums

### Obtenció del reconeixement públic
El 2012 és nominada al Turner Prize per l'obra The Woolworth’s Choir of 1979, en la qual a través de la intercalació d'elements arquitectònics  gòtics, una banda de música (The Shangri-las i imatges d'arxiu de l'incendi dels grans magatzems Woolworth, el 1979 a Manchester explica la història de l'incendi i de com les normes sobre incendis afectaven el país. Els ritmes del grup de música i les narracions es complementen, fent evolucionar la peça a mesura que aquesta avança. En avançar la peça, el ritme en què les diferents parts s'intercalen s'accelera, a mesura que s'apropa el desenllaç de la història. Tret de les diferències en gairebé tots els aspectes que conformen les diferents seccions o parts de l'obra, aquestes es reparteixen al llarg de la peça a través del ritme que marquen en tot moment la música i picades de mans del grup The Shangri-las.

## Premis i reconeixements destacats
Entre 2010 i 2011 és seleccionada per a la beca Arts Council England Helen Chadwick Fellowship, de la Ruskin School of Art i la British School a Roma, que cada any selecciona a un artista per a treballar en obres noves combinant períodes a Roma i Londres. Price és l'artista seleccionada en la darrera edició del programa (deixa de produir-se a partir de 2011).
Aquell mateix any és premiada per la FLAMIN (Film London Artists' Moving Image Network) per la seva obra en video. L'objectiu de l'associació és oferir a artistes visuals (d'imatge en moviment) la possibilitat de comissionar les seves obres i idees. En el cas de Price, la dotació del premi li va permetre la creació de West Hinder, una de les tres obres presentades per la video-artista el 2012 al Turner Prize.
El 2012 Price és nominada i guanyadora del Turner Prize per la seva obra The Woolworth’s Choir of 1979, una peça de vídeo de 20 minuts que combina referències a l'arquitectura gòtica amb material d'arxiu de l'incendi dels grans magatzems de Manchester el 1979 en el qual van morir 10 persones. Els jutges van destacar la “gran capacitat seductora i les qualitats immersives de les instal·lacions de vídeo de Price, que reflecteixen l'ambició que ha caracteritzat els seus treballs en els darrers anys”.
També el 2012 aconsegueix el Paul Hamlyn Foundation Award, dotat amb £50.000 i que té com a objectiu reconèixer el treball d'artistes i creatius.
El següent any, 2013, Price és seleccionada per la Contemporary Art School i rep £60.000 per al comissionat d'una exposició que s'encarregui de crear una “imatge en moviment” que explori les col·leccions de dos museus britànics. D'exposició en la col·lecció permanent al Ashmolean Museum i el  Pitt Rivers Museum, la peça de vídeo se centra en les diferents interpretacions de la figura femenina, analitzant el material disponible al museu tant de format fotogràfic com en peces d'arqueologia existents.

## Inspiració
Price demostra un clar interès en els sistemes culturals que s'han convertit en aspectes preestablerts de la societat: Els objectes  modernistes decoratius a The House of Mr X, el llenguatge tècnic de la categorització a User Group Disco, la documentació d'un succés catastròfic a The Woolworths Choir of 1979, la representació d'un manifest dels anys 70 i obres d'art a The Tent. En cada cas, Price ha escollit temes que havien estat prèviament convertits en narratives històriques, i que són identificables per la manera en què s'han adaptat per poder ser inclosos en unes formes netes i lineals properes al documental que es podrien col·locar en “coses que hem comprés”.
Per a The Woolworth Choirs of 1979 Price fa servir records de la infància, i de com va viure una situació tan traumàtica per a la ciutat de Manchester com fou l'incendi dels grans magatzems. M'ho prenc molt seriosament. No volia trivalitzar amb el succés i l'obra tracta de ser respectuosa i commemorativa del que va passar, que recordo de quan era una nena. Aquest tipus d'inspiració es manté en la resta de les seves obres, on amb freqüència retorna a vivençes i situacions que considera han estat importants. Price defensa també la creació d'art que no s'adreçi només a un limitat món professional. En canvi, "inclou les preocupacions en històries socials i diferents tipus de coneixement".
Amb el temps, Price ha tornat a l'anàlisi de la importància de l'escultura com a mitjà de transmissió. En ser seleccionada per la Contemporary Art School per comissionar una exposició al Museu Ashmolean, Price retorna així a la seva feina en escultura, on pot estudiar com aquesta ha estat el principal camí per a l'expressió a través dels segles.

## Característiques tècniques de les seves obres
El personal estil de muntatge i l'atmosfera que evoca són bàsics a l'obra d'Elizabeth Price. Més enllà de la clara influència musical, és la irregularitat del muntatge, el tremolor de la càmera i la superposició d'elements durant el muntatge (sovint en excés) el que fan que l'obra de Price pugui transmetre històries tan complexes com les que evoca (a The House of Mr X, per exemple) sense haver de fer-ho de forma literal.
Price fa servir també l'absurditat d'algunes de les seves obres (a West Hinder narra l'enfonsament de la càrrega d'un vaixell que transporta cotxes de luxe en una zona no legislada entre les illes britàniques i Europa) per a denunciar fets que resulten molt més tangibles i reals. Es transmet aquesta dualitat doncs en les seves obres, que fan servir l'estructura de documental alliberat de narracions introductòries per a exposar la problemàtica.
A mesura que la tecnologia evoluciona Price canvia la forma en què enregistra el material. Durant els primers anys es tracta d'enregistrament sobre cinta de video, superposant les capes de forma manual, per donar pas a una tècnica més immediata amb l'arribada del vídeo digital, emprant Final Cut per les seves produccions. A la mateixa entrevista Price fa incís en com és possible produir treball visual complex, sense haver d'entendre com funciona tècnicament (...) No has de saber programar per crear video-art.

## Obres destacades
- Here, video, (2012)
- The Tent,[18] vídeo instal·lació,12 minuts, (2012)
- West Hinder, vídeo (2012)
- The Woolworths Choir of 1979, vídeo, (2012).
- User Disco Group,[19] vídeo, (2009)
- Welcome (The Atrium), vídeo, (2008)
- A Public Lecture & Exhumation, Video instal·lació, (2006) Dennes, instal·lació temporal, Londres (2003)
- Help,[20] instal·lació temporal, Londres (2001)